# 씨랜드 청소년수련원 화재
씨랜드 청소년수련원 화재 사고(Sealand 靑少年修練院 火災 事故)는 1999년 6월 30일 경기도 화성군 (현 화성시) 서신면 백미리에 위치한 씨랜드 청소년수련원에서 화재가 발생하여 유치원생 19명과 인솔교사 및 강사 4명 등 23명이 숨진 사고이다.

## 사고 개요
1999년 6월 30일 24시 30분경 경기도 화성군 (현 화성시) 서신면 백미리에 있는 청소년 수련시설인 놀이동산 씨랜드 청소년수련원에서 화재가 발생하여 취침중이던 유치원생 19명과 인솔교사 및 강사 4명 등 23명이 숨지고 6명이 부상당하는 참사가 발생하였다. 화재사고 당시 씨랜드에는 서울 소망유치원생 42명, 안양 예그린유치원생 65명, 서울 공릉미술학원생 132명, 부천 열린유치원생 99명, 화성 마도초등학교 학생 42명 등 497명의 어린이와 인솔교사 47명 등 모두 544명이 있었다.

## 사고 일지
20분 만에 화염에 휩싸였다. 화재 발생 후 1시간이 지난 새벽 1시 41분, 신고를 접수한 소방서에서는 화재사고 현장에 소방차 20여 대와 소방관 70여 명, 경찰 250여 명 등을 출동시켜 화재진화와 인명구조 작업을 벌였다. 그러나 골든타임이 이미 너무 지났고, 소방서가 현장으로부터 70km 떨어진데다 비포장 도로의 폭이 너무 좁아서 소방차가 진입하기 어려웠고 다른 쪽 도로에는 수련원 측이 사유지라고 주장하며 쳐 놓은 철조망 및 쇠말뚝 등이 있었기 때문에 출동에도 어려움이 있었다. 화재가 발생하면서 생긴 유독가스와 건물 붕괴위험 등 진화작업에 어려움을 겪었다. 화재는 가장 처음 수련원 3층 C동 301호에서 일어나 순식간에 건물 전체로 옮겨붙은 것으로 보였다. 화재 원인으로는 방 안에 피워둔 모기향이 옷에 옮겨붙었을 가능성이 있다고 보고 정밀검식을 하였다.
이 수련원은 콘크리트 1층 건물 위에 52개의 컨테이너를 얹어 2~3층 객실을 만든 임시건물로, 청소년수련원으로 사용하기에는 부적합하고 얇은 철판에 목재와 샌드위치 패널로 외벽 및 지붕을 마감하는 등 여러 위험요소를 안고 있는 구조물이었다. 생활관에는 화재경보기가 있었으나 불량품으로 판명되었고, 사용하지도 않은 속이 빈 소화기들이 발견되었다. 수원지방검찰청과 화성경찰서는 씨랜드 대표와 화성군 관계자 등을 소환하였고 수련원 준공과 사업허가 경위 등에 대한 수사를 하였다. 화성군으로부터 준공 및 사업허가 관련 서류 일체를 넘겨받아서 이 과정에서 불법이 있었는지를 집중수사한 검찰은, 이들 사이에 인허가를 둘러싸고 시시비비를 가려내었다. 유가족들은 사건 발표 다음 날에 분노한 채 국립과학수사연구소까지 갔으나 전투·의무경찰에 의해 가로막혔고 수사 상황을 알기 위해 화성경찰서까지 갔으나 결과는 마찬가지였다. 심지어 7월 23일엔 김종필의 면담을 요구하며 정부중앙청사까지 갔으나 버스째로 견인당했다.

## 여파
한국어린이안전재단 고석 대표는 이 사고로 두 쌍둥이 딸을 잃은 후 생업을 포기하고 재단을 설립하여 어린이 안전 운동가로 활동하고 있다.
당시 화성군 공무원으로 비망록을 통해 유착관계를 고발했던 이장덕은 사고 다음해 명예퇴직을 했다.
아시안게임 금메달리스트이자 전 대한민국 국가대표 필드하키 선수 김순덕은 이 사고로 장남(김도현)을 잃고, 씨랜드 참사 이후 4개월 만에 일어난 인천 상가 화재 참사를 보니 미련이 남지 않는다'고 모든 훈장과 메달을 반납하고 "한국에선 살고 싶지 않다."고 밝힌 뒤 남편 김성하, 작은아들 김태현과 함께 뉴질랜드로 이민을 갔다.
2011년 참사 현장 옆에 불법 시설물 등으로 꾸며진 야영장이 조성돼 영업을 하고 있는 것이 드러났다. 이 불법 시설물을 설치한 사람은 씨랜드 화재 사고 당시 소유주이자 시설운영자와 동일인이었다. 2022년 참사 현장에 야자수 마을 운영한것이 실화탐사대에서 확인되었으며 소유주가 씨랜드 화재 사고 당시 소유주와 딸이고 불법 증축한 건물이 있다.

### 문화
H.O.T. 4집의 타이틀곡 <I yah!>는 이 사고를 모티브로 하였다. 자전거 탄 풍경 1집의 수록곡 <담쟁이 넝쿨별>는 이 사고를 추모하는 노래이다.

### 관련 서적
- 《이제는 해가 솟는 넓은 세상에서 살아라, 엄마와 아빠들》 지음, 넥서스, ISBN 978-89-8220-115-8

## 방송
- pd수첩
- 실화탐사대

## 같이 보기
- 경기여자기술학원 화재
- 인현동 화재 참사
- I yah!
- 세월호 침몰 사고